# Antonio Cánovas del Castillo
Antonio Cánovas del Castillo (Málaga, 8 de fevereiro de 1828 – Mondragón, 8 de agosto de 1897) foi um político da Espanha. Foi o fundador do Partido Liberal-Conservador e ocupou o lugar de presidente do governo de Espanha. Foi assassinado em 1897 pelo anarquista italiano Michele Angiolillo.

## Vida

### Primeiros anos
Após a morte de seu pai, Cánovas mudou-se para Madrid para viver com um primo de sua mãe, o escritor Serafín Estébanez Calderón. Ele estudou direito na Universidade de Madrid.
Editou o documento básico dos pronunciamentos conhecidos na Espanha como "Vicalvarada" , que em 1854 levou à derrubada do governo do Partido Moderados. Este documento, o Manifiesto del Manzanares, expressava: preservação da monarquia mas sem tribunal, observância e ampliação dos direitos básicos, especialmente o direito de voto e liberdade de imprensa, redução de impostos com base em uma política de orientação econômica, decisões justas de pessoal na administração pública e nas forças armadas, mais direitos de autogoverno para os municípios contra a centralização da administração, estabelecimento e manutenção de uma milícia nacional.
Nas eleições para as Cortes Constituintes em outubro de 1854, Cánovas foi eleito deputado aos 26 anos. Durante os anos finais do reinado da Rainha Isabel II, ele ocupou vários cargos, incluindo diplomata em Roma e governador de Cádis. De 1 de março de 1864 a 16 de setembro de 1864 foi Ministro do Interior no gabinete do Primeiro Ministro Alejandro Mon Menéndez e de 21 de junho de 1865 a 10 de julho de 1866 ministro dos Territórios Ultramarinos no gabinete do primeiro-ministro Leopoldo O'Donnell y Jorris. Este gabinete O'Donnell renunciou em julho de 1866, quando as críticas de como o governo reprimiu um motim no quartel de San Gil impossibilitaram o trabalho com as Cortes.
Durante o "Sexênio Revolucionário", o período entre 1868 e 1874, Cánovas foi o líder de um pequeno grupo de parlamentares nas Cortes até abril de 1872, que fez campanha por Alfonso de Borbón y Borbón, filho da ex-rainha Isabel, como o novo rei.

### Anos como primeiro-ministro
No final de 1874, o general Arsenio Martínez-Campos proclamou o Príncipe das Astúrias, Afonso de Bourbon, rei em Sagunto. Cánovas esperava que o monarca chegasse ao trono a um apelo do povo por meio das Cortes, não por meio de um pronunciamento dos militares. Mas ele cedeu aos fatos e aproveitou o consenso que resultou da proclamação na Espanha. Nomeado primeiro-ministro pelo rei, Cánovas criou uma nova constituição que fortaleceu o poder real na legislação e no governo, mas ao mesmo tempo garantiu os direitos básicos para o povo. A restauração do estado autoritário forçou os republicanos à clandestinidade e assassinatos abalaram o país.
Após a morte do rei Afonso XII. Os líderes políticos, Cánovas e Práxedes Mateo Sagasta, decidiram apoiar a rainha viúva Maria Cristina como regente e assim manter a estabilidade política. Sob a proteção da flexível e sensata constituição de 1876, e com a consolidação da reiterada alternância pacífica do Partido Conservador de Cánovas e do Partido Liberal de Sagastas no exercício do governo, o sistema de restauração continuou. Mesmo a oposição - carlista e republicana - ofereceu uma trégua ao regime, que era representado por "uma viúva e um órfão".

### Crise política
No final da década de 1880, a política ultramarina de Cánovas era cada vez mais instável. A repressão aos nacionalistas cubanos não teve sucesso. A luta política e militar contra o poder colonial espanhol foi organizada por José Martí, devido à elevada e injusta carga tributária e à falta de oportunidades de participação da população na política e na administração. Além disso, havia interesses políticos e econômicos dos Estados Unidos, o que incentivou a população local a se rebelar contra o poder colonial. Isso levou à Guerra Hispano-Americana em 1898 e terminou com a ocupação de Cuba, Porto Rico, Guam e Filipinas pelos Estados Unidos e pela Espanha com a perda de suas últimas colônias significativas.

### Escritor

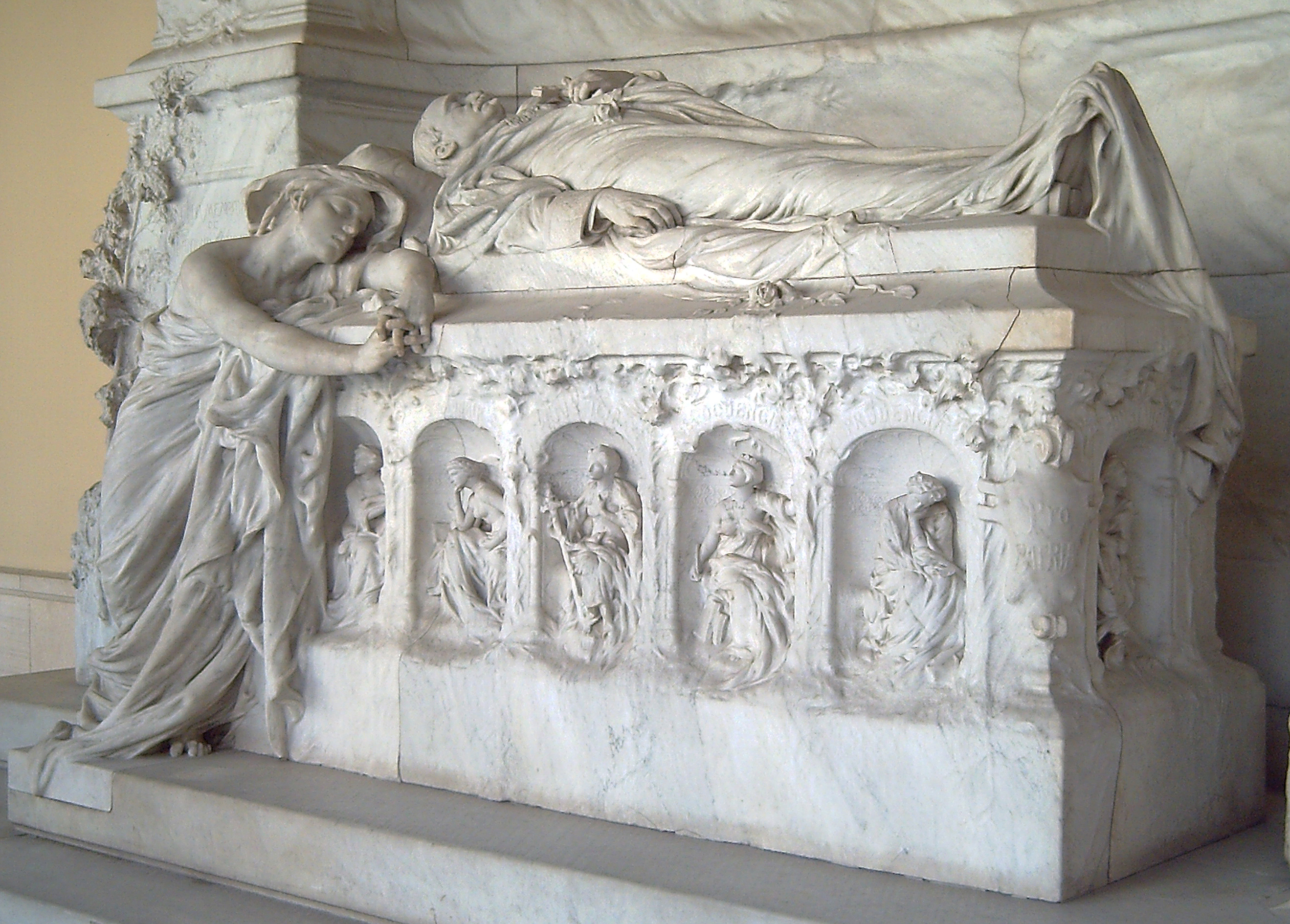
Mausoléu de Antonio Cánovas en Madrid

Os escritos históricos de Cánovas encontraram uma reputação considerável, especialmente sua história do colapso da Espanha (espanhola Historia de la Decadencia de España), pela qual foi eleito para a Real Academia Española em 1860. Outros se seguiram: Academia de Ciencias Morales y Políticas (1871), Academia de Belas Artes de San Fernando (1887) e Athenaeum em Madrid (1870-74, 1882-84 e 1888-89). Ele escreveu: "Estudios del reinado de Felipe IV" (Vol. 1-2, Madr. 1888 a 1889). Sob sua liderança começou em 1890 uma "História geral de Espanha" editada por membros da academia aparecer.

### Morte
Em 8 de agosto de 1897, Antonio Cánovas del Castillo foi assassinado no complexo termal de Santa Águeda de Gesalibar em Mondragón pelo anarquista italiano Michele Angiolillo (1871-1897).